# Cao Ly Tuyên Tông
Cao Ly Tuyên Tông (Hangul: 고려 선종, chữ Hán: 高麗 宣宗; 9 tháng 10 năm 1049 – 17 tháng 6 năm 1094, trị vì 1083 – 1094) là quốc vương thứ 13 của Cao Ly. Ông được phong tước hiệu Quốc Nguyên hầu (國原侯) vào tháng 3 năm 1056. Cao Ly Thuận Tông anh ông băng hà như lại không có con thừa tự nên ông đã kế vị ngai vàng, tôn mẹ mình lên làm Thái hậu.
Sự cân đối giữa Nho giáo và Phật giáo đã khiến cho vị thế chính trị của ông trở nên vững chắc. Ngoài ra, ông còn thúc đẩy thương mại trên phạm vi rộng lớn với nhà Tống, Nữ Chân, nhà Liêu và Nhật Bản. Ông có tên húy là Vương Vận (王運, 왕운, Wang Un), tên chữ là Kế Thiên (繼天, 계천, Gyecheon).
Dưới thời trị vì của ông, Phật giáo tại Triều Tiên đã phát triển nhiều. Em trai Nghĩa Thiên (義天; 의천) của ông đã đưa 1,000 kinh điển Phật giáo từ Tống và 4.000 từ Liêu, Tống, và Nhật Bản. Hơn nữa, ông còn lập ra nhiều đền chùa Phật giáo.
Ông mất năm 1094, tại vị được 11 năm, thọ 45 tuổi. Được truy thụy là An Thành Khoan Nhân Hiển Thuận Tư Hiếu Đại vương (安成寬仁顯順思孝大王), táng tại Nhân lăng (仁陵). Con trai ông là Vương Dục kế vị, tức Cao Ly Hiến Tông. Tuy nhiên Hiến Tông chết yểu khi mới 13 nên vương đệ Vương Ngung (tức Cao Ly Túc Tông), em của Tuyên Tông lên ngôi.

## Gia đình
- Cha: Cao Ly Văn Tông.
- Mẹ: Nhân Duệ Vương hậu.

### Hậu phi
- Tư Túc Vương hậu Lý thị (사숙태후 이씨; 1065 – 1107), con gái Lý Thạc. Hiến Tông tấn tôn Tư Túc Vương thái hậu. Thụy là Trinh Hòa Khuôn Túc Tư Túc Vương hậu (貞和匡肅思肅王后).
- Trinh Tín Hiền phi Lý thị (정신현비 이씨), con gái Lý Dự. Nguyên phong Diên Hòa Cung chủ (延和宮妃).
- Nguyên Tín Cung chủ Lý thị (원신궁주 이씨), con gái Lý Đĩnh. Nguyên phong Nguyên Hy Cung chủ (元禧宮妃). Bị đày đi Thanh Nguyên.

Cả ba đều là cháu nội của Lý Tử Uyên (李子淵), và gọi Nhân Duệ Vương hậu bằng cô.

### Hậu duệ

#### Vương tử
1. Cao Ly Hiến Tông Vương Dục (고려 헌종 왕욱; 1084 – 1097), mẹ là Tư Túc Vương hậu.
2. Hán Sơn hầu Vương Quân (한산후 왕윤), mẹ là Nguyên Tín Cung chủ. Ông bị bắt lưu đày tới Thanh Nguyên vì tiếp tay cho cậu ruột là Lý Tư Nghĩa lật đổ ngai vàng.

#### Vương nữ
1. Kính Hòa Vương hậu (경화왕후; 1079 – 1109), mẹ là Trinh Tín Hiền phi, chính thất của Cao Ly Duệ Tông.
2. Mất sớm, mẹ là Tư Túc Vương hậu.
3. Toại An Trạch chúa (수안택주; 1089 – 1128), mẹ là Tư Túc Vương hậu. Khi mới sinh đã bị mù nên không thành hôn[2].